# Peremojeț, Brovarî
Peremojeț (în ucraineană Переможець) este un sat în comuna Trebuhiv din raionul Brovarî, regiunea Kiev, Ucraina.

## Demografie
Componența lingvistică a localității Peremojeț
     Ucraineană (100%)
Conform recensământului din 2001, toată populația localității Peremojeț era vorbitoare de ucraineană (100%).